# Christopher Mfuyi
Christopher Mfuyi Nzay (Ginevra, 3 luglio 1989) è un calciatore svizzero naturalizzato congolese (Repubblica Democratica del Congo), difensore svincolato.

## Carriera

### Club

#### Servette
Il 21 giugno 2012 firma un contratto che lo legherà per due stagioni al Servette. Fa quindi il suo esordio in Super League il 13 luglio 2012 nella prima giornata di campionato affrontando allo Stade de Genève il Basilea.

## Palmarès

### Club

#### Competizioni nazionali
- Promotion League: 1

Servette: 2015-2016
- Challenge League: 1

Servette: 2018-2019